# Ramal Caseros-San Salvador del Ferrocarril General Urquiza

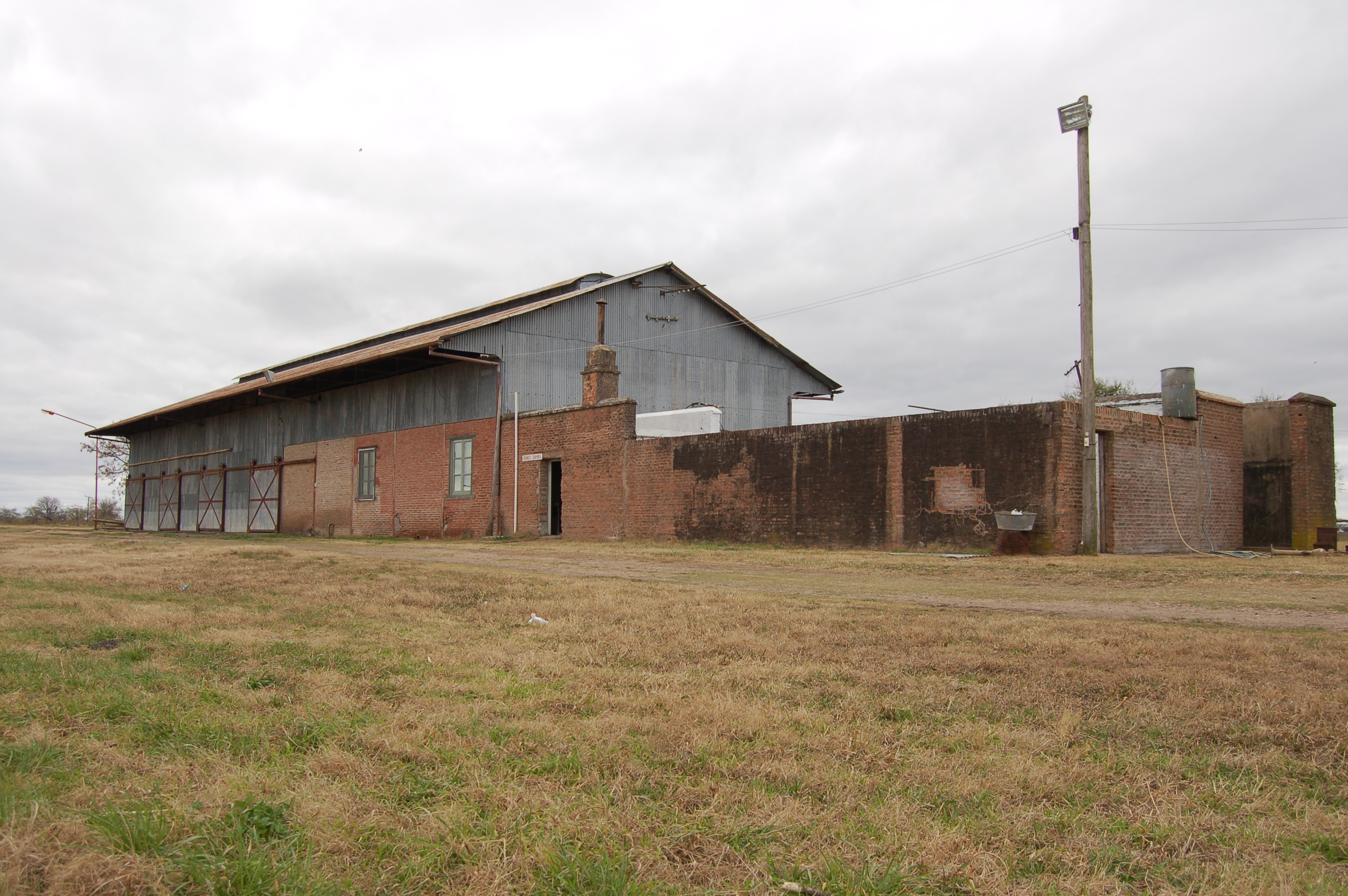
Estación Primero de Mayo

El ramal Caseros-San Salvador (ramal U-6) es un ramal ferroviario de 99 km parcialmente cerrado del Ferrocarril General Urquiza en Argentina. Se halla íntegramente en la provincia de Entre Ríos, y atraviesa los departamentos San Salvador, Colón y Uruguay.

## Historia
Durante el gobierno del gobernador Faustino Miguel Parera una ley de la provincia de Entre Ríos de 30 de septiembre de 1907 autorizó la construcción del ramal de Villa Elisa a San Salvador para el Ferrocarril Entre Ríos. En el tramo entre Caseros y Villa Elisa fue concluida la obra el 14 de mayo de 1907 por el contratista Benito Gustavino e inaugurado el 21 de julio de 1907. El 2 de julio de 1912 fue inaugurado el tramo entre las estaciones Elisa y San Salvador, quedando habilitado todo el ramal. El 1 de marzo de 1948 el Estado nacional tomó formal posesión del Ferrocarril Entre Ríos y el 1 de enero de 1949 quedó integrado dentro del nuevo Ferrocarril Nacional General Urquiza creado ese día. Desde 1907 el servicio de pasajeros se realizaba con una locomotora a vapor y dos coches de madera, hasta que a partir de 1950 fue realizado con un coche motor.
El ramal fue incluido para su cierre con prioridad 3 en el Plan Larkin, publicado en 3 tomos como Transportes argentinos: plan de largo alcance, que fue un estudio de racionalización y modernización de los medios de transporte de Argentina elaborado entre 1959 y 1962. Desde el 19 de mayo de 1975 el servicio de pasajeros volvió a ser conducido con una locomotora a vapor. El 18 de abril de 1977 fueron clausuradas las estaciones La Clarita y Arroyo Barú, el 17 de septiembre de 1977 corrió la última locomotora a vapor con vagones de pasajeros, el 1 de junio de 1978 fue cerrada la estación Pronunciamiento, el 30 de junio de 1978 la estación Primero de Mayo.El ramal cesó totalmente su actividad oficial, (carga de arroz para la Cooperativa Arroceros Villa Elisa) el 31 de julio de 1980 cuando la estación Elisa fue cerrada y el cambio de empalme en Caseros fue levantado. En 1991 la enrieladura del ramal fue vendida a Yacimientos Carboníferos Fiscales, comenzándose la extracción de los rieles entre Villa Elisa y La Clarita. El decreto n.º 532/1992 del 27 de marzo de 1992 convocó a la provincia de Entre Ríos a que antes del 30 de abril de 1992 ofreciera interés en la concesión de los ramales ya clausurados en su territorio, entre ellos el de Caseros a San Salvador. Como la provincia no expresó interés el ramal siguió abandonado, pero se detuvo el levantamiento de las vías.
Un grupo de entusiastas nucleado en el Ferroclub Central Entrerriano se propuso reabrir el ramal y restauraron una locomotora a vapor de 1928 que había funcionado hasta 1989 y estaba abandonada en Concepción del Uruguay, a la que agregaron dos coches del antiguo Ferrocarril Entre Ríos. En octubre de 1994 un servicio turístico de 4 km con un vagón fue implementado desde la estación Elisa, que luego fue extendido hasta Caseros en un viaje de 2 horas. En noviembre de 1995 fue incorporado el segundo vagón. El servicio fue interrumpido y restaurado varias veces hasta que en agosto de 1997 fue discontinuado.
A partir de 2009 entró en funciones la Unidad Ejecutora Ferroviaria de Entre Ríos (UEFER), creada por el gobierno de dicha provincia el 28 de abril de 2008, con la finalidad de reabrir algunos servicios ferroviarios de pasajeros en Entre Ríos. El gobernador Sergio Urribarri hizo que el 24 de agosto de 2010 un coche motor Materfer surcara el ramal desde Concepción del Uruguay hasta su pueblo natal de Arroyo Barú para homenajear el cumpleaños de su madre.
El 4 de septiembre de 2011 el tren turístico volvió a funcionar en un viaje fallido desde la estación Elisa hasta la estación Pronunciamiento y luego se intentó reactivarlo en los años siguientes. El 1 de julio de 2017 el tren histórico volvió a funcionar con servicios desde Villa Elisa a las estaciones Primero de Mayo, Pronunciamiento y Caseros con combinación en ómnibus al Palacio San José. Además, se organizan todos los días paseos en zorra por el sector suburbano de Villa Elisa. 